# Бортниця
Бо́ртниця — село в Україні, у Привільненській сільській громаді Дубенського району Рівненської області. Населення становить 365 осіб.

## Розташування
Село знаходиться поблизу дороги М19, відноситься до Іваннівської с/р.
Межує з селами Іваннє, Привільне, Черешнівка, Лебедянка.

## Населення

### Мова
Розподіл населення за рідною мовою за даними перепису 2001 року:
| Мова       | Кількість | Відсоток |
| ---------- | --------- | -------- |
| українська | 364       | 99.73%   |
| російська  | 1         | 0.27%    |
| Усього     | 365       | 100%     |

## Історія
Перша згадка про село
Бортниця в акті 1562 року, як казенне поселення, вилучене за борги в іваннівських власників[джерело?].
7 (20) листопада 1917 року, відповідно до Третього Універсалу Української Центральної Ради, увійшло до складу Української Народної Республіки.
На 1936 рік село входило до ґміни Дубно Дубенського повіту.
До 1960 року Бортниця
мала хутори Лебедянка ,
Красниця , урочище
Злодійська долина.
Найбільшого розквіту село зазнало у 80-і роки ХХст . Тут працювали:
машинно- технологічна
станція, пересувна
механізована колона —
174, їдальня,
ферма колгоспу ім. Калініна с. Привільне, магазин, пошта , у 1983 р. побудовано навчально-виховний комплекс «Дзвіночок», будинок культури , бібліотеку.
У 2001 році село було газифіковане за власні кошти жителів та
кошти, виділені з
державного бюджету.
У 2003 році громадою села розпочато будівництво церкви.
30 вересня 2015-го архієпископ Рівненський і Острозький Іларіон в Бортниці звершив чин освячення храму, поіменованого на честь святих мучениць Віри, Надії, Любові і матері їх Софії.
12 червня 2020 року, відповідно до розпорядження Кабінету Міністрів України № 722-р від «Про визначення адміністративних центрів та затвердження територій територіальних громад Рівненської області», увійшло до складу Привільненської сільської громади.
19 липня 2020 року, в результаті адміністративно-територіальної реформи та ліквідації  Дубенського (1939—2020) району, село увійшло до складу новоутвореного Дубенського району.